# ریک سای
ریک سای (به انگلیسی: Rick Say) (زادهٔ ۱۸ مهٔ ۱۹۷۹) شناگر اهل کانادا است.